# Franz Stumpf (Sänger)

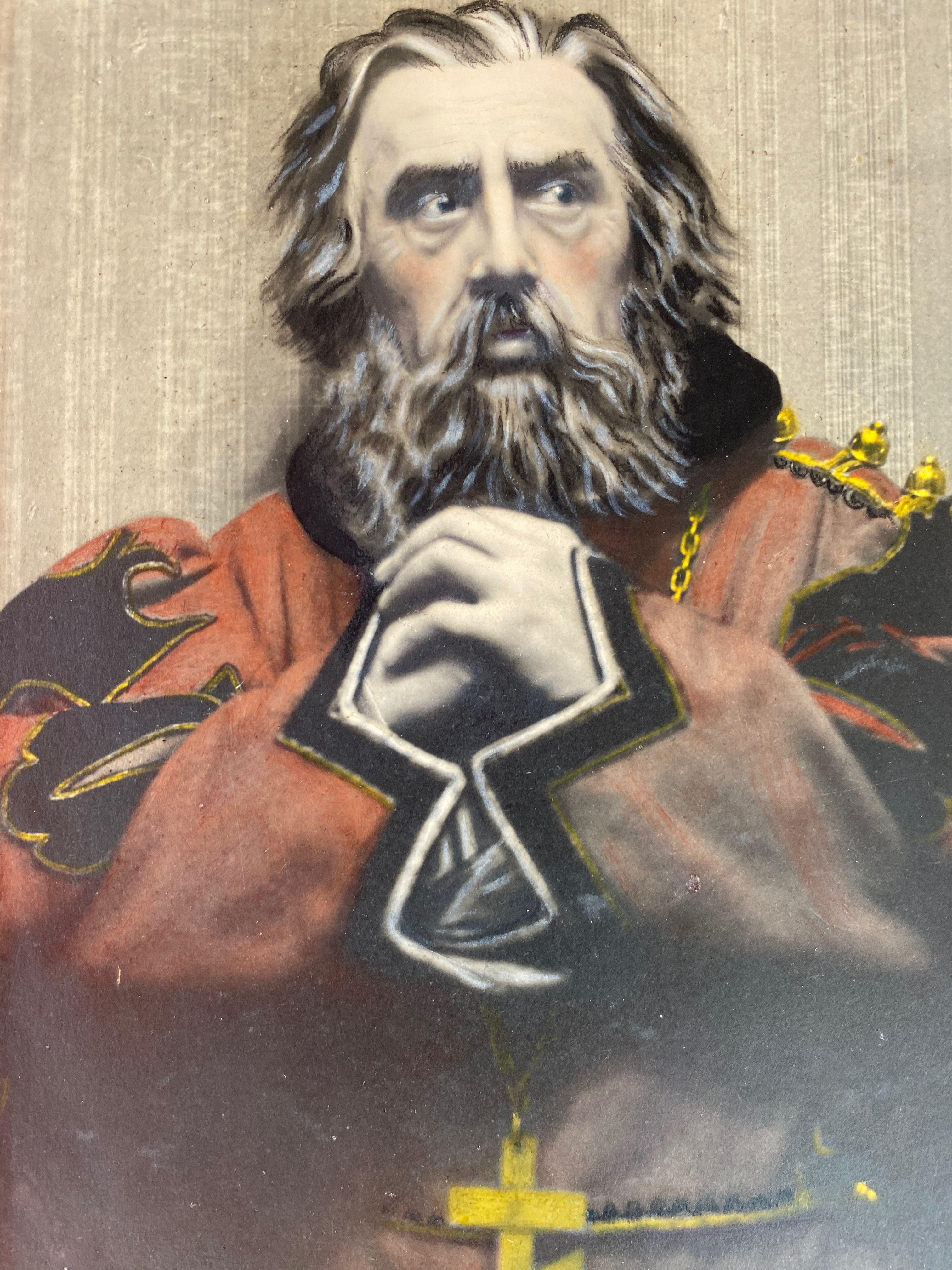
Boris Godunow in gleichnamiger Oper von Modest Mussorgski (1937)

Franz Stumpf (* 16. Juli 1912 in Mainz; † 2. September 1974 in Halle (Saale)) war ein deutscher Opernsänger (Bassbariton). Er sang hauptsächlich im Rollenfach des Heldenbaritons.

## Leben

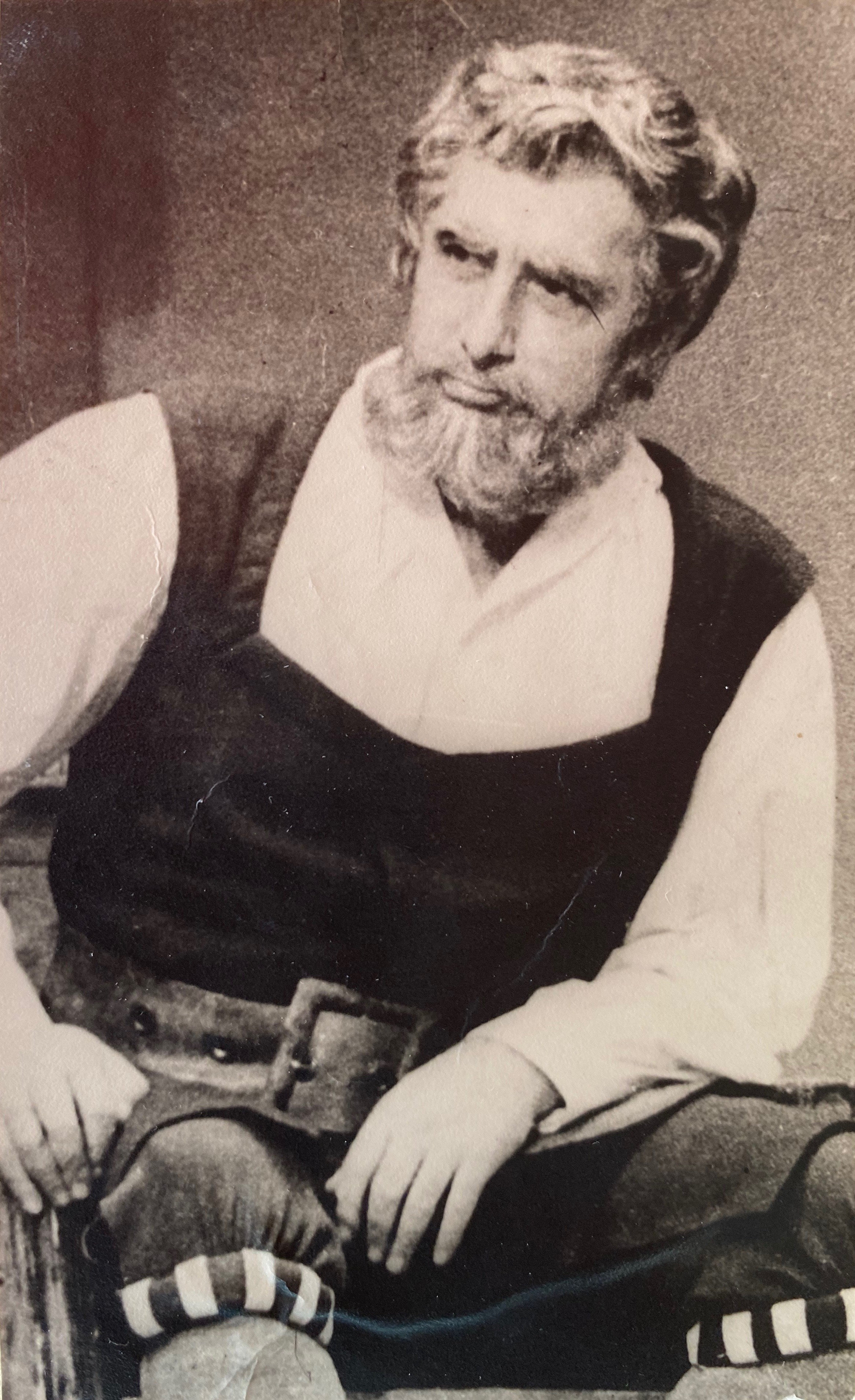
Hans Sachs in der Wagner Oper Die Meistersinger von Nürnberg (1961)

Franz Stumpf entdeckte bereits als Kind seine Liebe zur Musik und sang viele Jahre im Kirchenchor des Mainzer Doms. Nach der Schule erlernte er den Beruf eines Schmiedes. Bei einem Gesangswettbewerb gewann er den ersten Preis. Der Stifter des Preises ermöglichte ihm dadurch die Gesangsausbildung in Frankfurt am Main. Nach dem Studium hatte er sein erstes Engagement in der Spielzeit 1935/36 am Stadttheater Mainz. Seine erste Partie war der Heerrufer des Königs in der Oper Lohengrin von Richard Wagner.
1936 wurde er von dem damaligen Kieler Generalintendanten Hanns Schulz-Dornburg (1890–1950) an das Stadttheater Kiel (damals: „Vereinigte Städtische Theater in Kiel“) als „2. Baß, 2. Bariton“ engagiert. Dort erhielt er mit 25 Jahren die Möglichkeit, eine der großen Partien seines Stimmfachs darzustellen und verkörperte mit Erfolg die Titelpartie in Boris Godunow von Modest Mussorgski. In Kiel trat er auch als Konzertsänger hervor und übernahm u. a. die Bass-Partien in Die Schöpfung und im Verdi-Requiem.
1938 ging er an die Berliner Volksoper, deren Mitglied er bis zur kriegsbedingten Schließung aller Theater im Sommer 1944 blieb, und nahm in dieser Zeit an den Mozart-Festspielen teil.
Nach dem Zweiten Weltkrieg wechselte er mit Wiederaufnahme des Spielbetriebs Ende 1945 an die Staatsoper Berlin.
Im Dezember 1946 wirkte er dort in der Rolle des Iwan in der Uraufführung der Oper Postmeister Wyrin von Florizel von Reuter mit. In der Spielzeit 1946/47 sang er an der Berliner Staatsoper als weitere Premierenrolle den Dottore Bombasto in Arlecchino. An der Berliner Staatsoper sang er im April 1947 unter der musikalischen Leitung von Johannes Schüler auch in der deutschen Erstaufführung der Oper Sadko von Nikolai Rimski-Korsakow den Meereskönig. In der Spielzeit 1947/48 wurde er in den Neuinszenierungen von Manon (als Graf Des Grieux) und Mathis der Maler (als Riedinger) eingesetzt. Als festes Ensemblemitglied der Berliner Staatsoper übernahm er auch zahlreiche kleinere und mittlere Partien, u. a. Tommaso in Tiefland und Onkel Bonze in Madame Butterfly (jeweils alternierend mit Josef Greindl) sowie Doktor Grenvil in La Traviata (Premiere: Spielzeit 1946/47), Narumoff in Pique Dame (Premiere: Spielzeit 1947/48) und den Polizeikommissär in Der Rosenkavalier (Premiere: Spielzeit 1947/48). In der Spielzeit 1948/49 folgte als weitere Premierenrolle der Herr Reich in einer Neuinszenierung der Oper Die lustigen Weiber von Windsor, den er als Gast auch noch in der Spielzeit 1950/51 sang. Weiters übernahm er in der Spielzeit 1948/49 in Neuinszenierungen den Abimélech in Samson und Dalila, den Maljuta in Die Zarenbraut und den Dorfrichter in Jenůfa (mit Christel Goltz in der Titelpartie). In der Spielzeit 1949/50 sang er, unter der musikalischen Leitung von Joseph Keilberth, den Zweiten Gralsritter in einer Neuinszenierung des Parsifal.
Nach einem zweijährigen Engagement ab 1950 am Staatstheater Schwerin kam er 1952 an das Landestheater Halle, an dem er bis in die Sechziger Jahre engagiert war.
Von Halle aus gastierte er mehrfach an der Dresdner Staatsoper, so im Februar 1951 als Veit Pogner in Die Meistersinger von Nürnberg und im Oktober 1957 als Telramund in Lohengrin. In der Spielzeit 1952/53 gastierte er an der Staatsoper Berlin in zwei Vorstellungen als Veit Pogner in Die Meistersinger von Nürnberg. In der Neujahrsvorstellung 1954 übernahm er an der Staatsoper Berlin als Gast den Don Pizarro in Fidelio. Im März/April 1960 trat er dort als Totenrichter in Die Verurteilung des Lukullus auf.
Als Gast übernahm er außerdem Auftritte an der Städtischen Oper Berlin. (Spielzeit 1946/47, als Figaro in einer Neuinszenierung von Figaros Hochzeit), am Opernhaus Leipzig, an der Oper Frankfurt und an anderen Opernhäusern. In Halle verkörperte er mehrere große Partien. In der Spielzeit 1959/60 sang er am Landestheater Halle erneut die Titelrolle in Boris Godunow. Auch an den Händel-Festspielen Halle nahm er regelmäßig teil. 1959 sang er bei den Händel-Festspielen die Rolle des Timagene in der Oper Poros. In der Spielzeit 1965/66 sang er den Polyphem in Acis und Galatea in einer Produktion des Landestheaters Halle, die auf der Kammerbühne des „Theaters der Jungen Garde“ ihre Premiere hatte.
Für seine Mitwirkung bei den Händel-Festspielen erhielt er 1957 im Kollektiv (sog. „Kollektiv der Händel-Festspiele“) den Nationalpreis. Außerdem erhielt er den Kunstpreis der Stadt Halle. Im Jahr 1957 wurde er zum Kammersänger ernannt. Aus gesundheitlichen Gründen war er 1968 gezwungen, seine Laufbahn zu beenden.

## Wichtige Partien
Stumpf vertrat auf der Bühne hauptsächlich das Rollenfach des Heldenbaritons. Er sang insbesondere die großen Bariton-Partien in den Opern von Wolfgang Amadeus Mozart, Giuseppe Verdi und Richard Wagner.
Zu seinem Repertoire gehörten Figaro in Die Hochzeit des Figaro, die Titelpartie in Don Giovanni, Don Pizarro in Fidelio, Simone Boccanegra, Amonasro, Jago sowie im Wagner-Fach der Holländer, Friedrich von Telramund, Kurwenal und der Hans Sachs.
Er sang jedoch auch zahlreiche „klassische“ Bass-Partien. Im Bass-Fach trat er u. a. als Sarastro  (Die Zauberflöte; an der Berliner Staatsoper mit Peter Anders als Tamino), Rocco (Fidelio), Kaspar (Der Freischütz), Sparafucile (Rigoletto, u. a. an der Berliner Staatsoper), Ramphis (Aida), Daland (Der Fliegende Holländer), König Marke (Tristan und Isolde) und Veit Pogner (Die Meistersinger von Nürnberg) auf. Außerdem übernahm er Bass-Rollen in Opern von Friedrich von Flotow, Otto Nicolai und Hermann Goetz.
Er sang außerdem die Titelpartien in Boris Godunow, in Fürst Igor und in Enoch Arden. Weitere Rollen Stumpfs waren Scarpia in Tosca und im Rahmen der alljährlichen Händel-Festspiele in Halle u. a. Phönix (Fenice) in Deidamia (1953) und der Kaiser Valentinian III. in Ezio (1954).

## Diskografie (Auswahl)
- Hoffmanns Erzählungen von Jacques Offenbach[24]
- Poros von Georg Friedrich Händel[25]